# Arma Christi

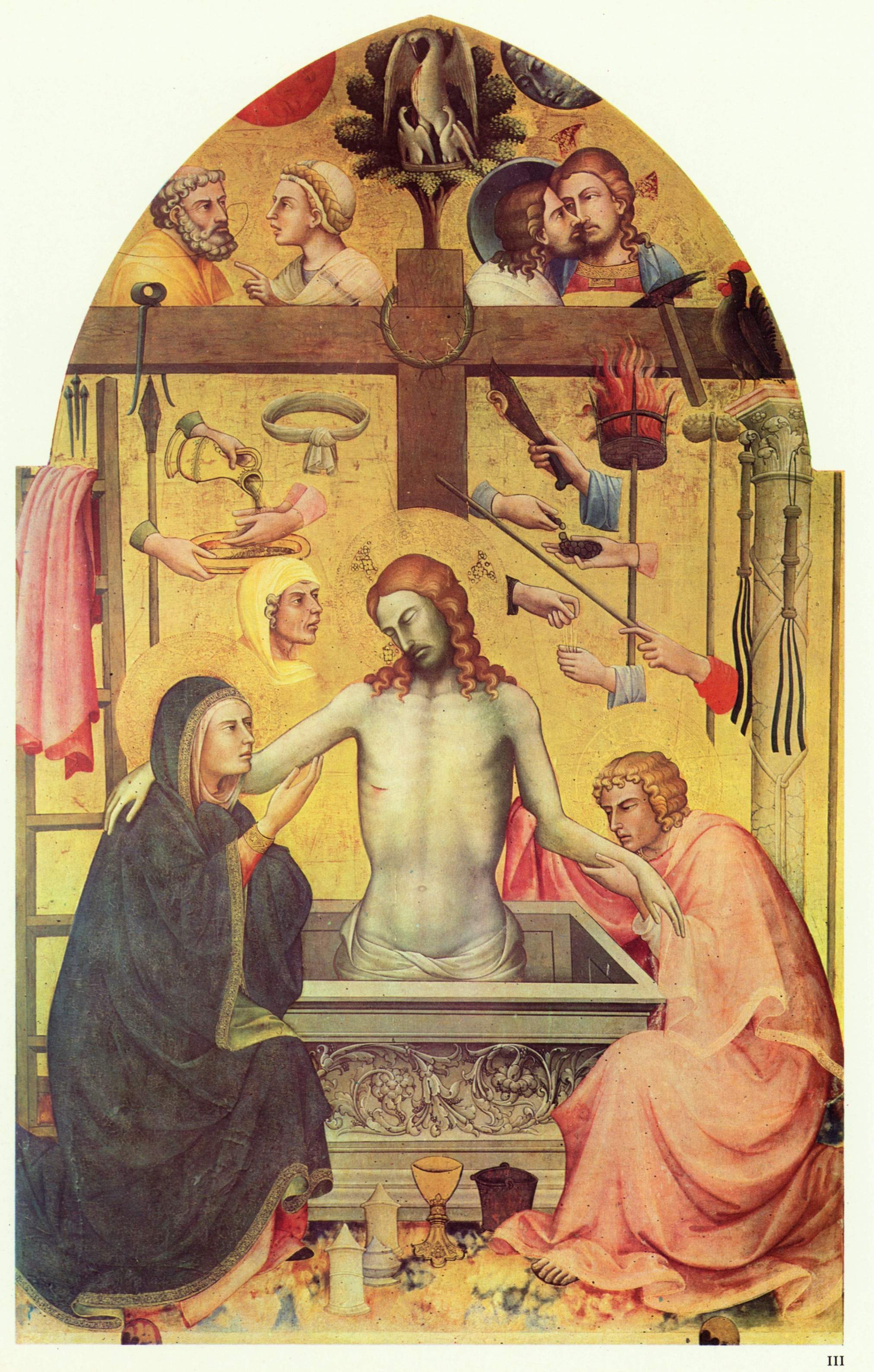
Pintura amb algunes de les Arma Christi més comunes

Arma Christi ("armes de Crist") és el nom que reben els instruments emprats en la Passió de Jesús i que s'han convertit en símbols dels cristianisme. Apareixen freqüentment com a element iconogràfic en l'art religiós amb un significat teològic que transcendeix (però també inclou) el seu caràcter funcional. Molts d'ells han estat posteriorment usats en heràldica de famílies cristianes. La seva presència neix amb l'edat mitjana i es trasllada a les imatges de religiositat popular.
Es poden agrupar segons dos criteris: un és el cronològic, segons a quina escena de la Passió es refereixin, i l'altre segons la seva tipologia. Si s'atén als passatges bíblics, es poden diferenciar els instruments referits al Sant Sopar (com el Sant Calze on el vi es transforma en la sang de Jesús), els que fan referència a la traïció de Judes (les 30 monedes de plata), la detenció de Jesús (on apareixen sovint l'espasa de Pere), el procés previ a la sentència (en el qual destaca la corona d'espines, la columna on van fuetejar Jesús o les cadenes símbol de la presó), el camí del Calvari (on apareix la relíquia més important del cristianisme, la Veracreu, o el drap que conté la Santa Faç), la crucifixió (de la qual els instruments més coneguts són els claus per fixar el cos de Jesús a la creu, la túnica i els daus amb què se la van jugar els soldats romans, el rètol INRI o la llança de Sant Longí) i per acabar el davallament de la creu (representat pel sudari del cadàver de Jesús).
Tenint en compte la tipologia dels instruments, es pot afirmar que les pròpiament "armes" són tots aquells elements usats per fer mal o humiliar Jesús, que representen el seu patiment per salvar la humanitat. Per això dins d'aquest grup es consideren els claus i la creu, el fuet, la llança, la túnica i els daus, el ceptre de canya i el mant púrpura, el rètol amb la inscripció INRI, les torxes, la corona d'espines i l'escala.
Altres elements menys freqüents són les pinces per a treure els claus o el martell per a clavar-los, l'esponja de vinagre, el gall que s'associa a la negació de Sant Pere o la mirra amb què es va ungir el seu cos abans de l'enterrament. Espases i llances poden aparèixer en mans de soldats o d'àngels que defensen Jesús o lluiten contra els dimonis, ja que els instruments de la Passió esdevenen les armes amb què es defensa el cristianisme.